# Міаргерит

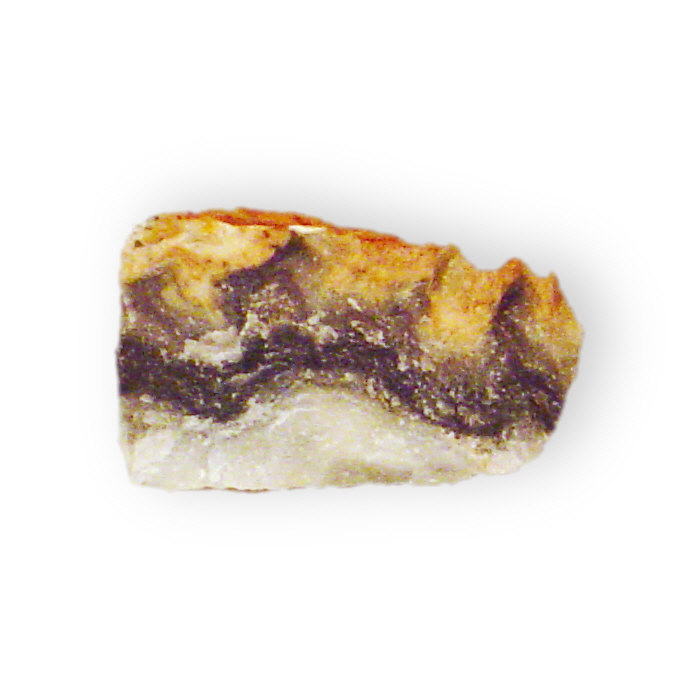
Міаргерит, штат Айдахо, США

Міаргірит (рос. миаргирит; англ. miargyrite; нім. Miargyrit m) — мінерал, сульфід срібла та стибію.

## Етимологія та історія
Від грецьк. «мейон» — менше і «аргірос» — срібло (H.Rose, 1824).
Мінерал був вперше знайдений у 1824 році німецьким мінералогом Фрідріхом Моосом (1773 — 1839) у типовій місцевості у Брейнсдорфі, сьогодні район Обершена в Саксонії. Він спочатку назвав мінерал напівпризматичною рубіновою сумішшю. Сучасну назву міаргірит мінерал отримав від німецького мінералога Генріха Розе (1795 — 1864), який першим дослідив його. Він назвав його від грецьких слів argyros (срібло) і meion (менше), оскільки міаргірит містить менше срібла, ніж піраргірит.

## Загальний опис
Хімічна формула: AgSbS2.
Ag частково заміщується Cu.
Містить (%): Ag — 36,97; Sb — 41,07; S — 21,96.
Домішки: As, Cu, Pb.
Сингонія моноклінна.
Товстотаблитчасті кристали зі штрихуванням на гранях.
Спайність недосконала в одному напрямку.
Густина 5,25.
Твердість 2,5-3,0.
Колір від чорного до сталевого.
Блиск алмазний.
Риска червона.
Зустрічається у низькотемпературних гідротермальних жилах разом з іншими сульфосолями срібла. Асоціація: баумстаркіт, прустит, піраргірит, полібазит, самородне срібло, галеніт, сфалерит, пірит, кварц, кальцит, барит. 
Поліморфізм: триморфний з кубоаргіритом і баумстаркітом.
Руда срібла.
Знахідки: у Німеччині, поблизу Фрайберга, Саксонія, також гори Гарц та ін.;
у Чехії, поблизу м. Требско, округ Пржибрам (округ). У Бая-Спріє, Румунія. Провінція Гвадалахара, Іспанія. Гірський Алтай, Росія. Штат Раджастан, Індія. Провінція Юньнань, Китай.  Провінція Британська Колумбія, Канада. У США, штати Айдахо, Каліфорнія. У Мексиці, штати Сан-Луїс-Потосі, Сакатекас. У Чилі, Тарапака. У департаменті Потосі,  Болівія. Поблизу м. Уанкавеліка, Перу.